# Kupellonura afareaitu
Kupellonura afareaitu là một loài chân đều trong họ Hyssuridae. Loài này được Müller miêu tả khoa học năm 1991.